# جواز سفر سنغالي
يصدر جوازات السفر السنغالي للمواطنين السنغاليين للسفر إلى خارج السنغال. يمكن للمواطنين السنغاليين السفر إلى الدول الأعضاء في المجموعة الاقتصادية لدول غرب إفريقيا.

## محتويات الجواز
- الاسم
- لقب العائلة.
- الجنسية.
- تاريخ الولادة.
- جنس.
- مكان الولادة.
- تاريخ انتهاء الجواز.
- رقم جواز السفر.

## اللغات
صفحة البيانات وصفحة معلومات البيانات مطبوعة باللغتين الفرنسية والإنجليزية.